# 石邮红军总政治部旧址
石邮红军总政治部旧址位于中国江西省抚州市南丰县三溪乡石邮村，曾为中国工农红军在石邮村设立的总政治部所在建筑物。

## 保护
2018年3月9日，石邮红军总政治部旧址公布为第六批江西省文物保护单位，编号6-5-229。